# Półgrupa
Półgrupa – grupoid, w którym działanie jest łączne, czyli zbiór {\displaystyle A} z określonym na nim działaniem dwuargumentowym {\displaystyle \cdot ,} w którym dla wszelkich elementów {\displaystyle a,b,c\in A} zachodzi:
{\displaystyle (a\cdot b)\cdot c=a\cdot (b\cdot c).}
Gdy działanie jest dodatkowo przemienne, półgrupę nazywa się przemienną bądź abelową.
Szczególnymi przypadkami półgrup są:
- monoidy, w których wyróżniony jest ponadto element neutralny działania {\displaystyle \cdot ;}
- grupy, w których dodatkowo istnieje element neutralny, a każdy element ma dany element odwrotny.

## Przykłady
- Pełna półgrupa transformacji dowolnego zbioru.
- Półgrupa relacji dwuargumentowych ustalonego zbioru.
- Liczby całkowite dodatnie z dodawaniem.
- Liczby całkowite z mnożeniem (również z dodawaniem, jako grupa przemienna).
- Zbiór mas umieszczonych w punktach zbioru wypukłego {\displaystyle W\subseteq \mathbb {R} ^{n}} z działaniem, które dwóm masom przyporządkowuje sumę ich mas wraz z ich środkiem masy: półgrupa na zbiorze {\displaystyle \mathbb {R} _{+}\times W,} której działanie zadane jest wzorem
{\displaystyle {\big (}(m_{1},\mathbf {x} _{1}),(m_{2},\mathbf {x} _{2}){\big )}\mapsto \left(m_{1}+m_{2},{\frac {m_{1}\mathbf {x} _{1}+m_{2}\mathbf {x} _{2}}{m_{1}+m_{2}}}\right).}
- Półgrupa macierzy Reesa.